# Montevarchi
Montevarchi è un comune italiano di 24 177 abitanti della provincia di Arezzo in Toscana.

## Geografia fisica
Il comune di Montevarchi si trova nel Valdarno superiore, sulla riva sinistra dell'Arno. Il territorio, parte di un antico bacino lacustre preistorico, comprende il fondovalle, dove si trova il capoluogo, e una parte delle colline che si trovano fra l'Arno e il Chianti senese.

### Territorio
- Classificazione sismica: zona 3 (sismicità bassa), Ordinanza PCM 3274 del 20/03/2003

### Clima
In base alla media trentennale di riferimento (1961-1990), la temperatura media del mese più freddo, gennaio, si attesta a +4,5 °C; quella del mese più caldo, luglio è di +23,9 °C. 
| MONTEVARCHI        | Mesi | Mesi | Mesi | Mesi | Mesi | Mesi | Mesi | Mesi | Mesi | Mesi | Mesi | Mesi | Stagioni | Stagioni | Stagioni | Stagioni | Anno |
| MONTEVARCHI        | Gen  | Feb  | Mar  | Apr  | Mag  | Giu  | Lug  | Ago  | Set  | Ott  | Nov  | Dic  | Inv      | Pri      | Est      | Aut      | Anno |
| ------------------ | ---- | ---- | ---- | ---- | ---- | ---- | ---- | ---- | ---- | ---- | ---- | ---- | -------- | -------- | -------- | -------- | ---- |
| T. max. media (°C) | 8,2  | 10,4 | 14,5 | 18,5 | 22,5 | 27,2 | 30,9 | 30,1 | 26,1 | 19,5 | 13,6 | 9,3  | 9,3      | 18,5     | 29,4     | 19,7     | 19,2 |
| T. min. media (°C) | 0,9  | 1,8  | 4,3  | 7,3  | 11,1 | 14,6 | 16,8 | 16,4 | 13,9 | 9,6  | 5,0  | 1,8  | 1,5      | 7,6      | 15,9     | 9,5      | 8,6  |

- Classificazione climatica: zona D, 1953 GR/G
- Diffusività atmosferica: alta, Ibimet CNR 2002

## Storia

### Le origini e i Bourbon
I ritrovamenti ceramici avvenuti nel vicino complesso della Ginestra attestano che la zona era sicuramente abitata già prima dell'anno Mille. Ulteriori ritrovamenti sul colle dei Cappuccini farebbero individuare nei romani i primi abitatori del luogo.
Fin dai tempi antichi il territorio dove sarebbe sorta Montevarchi ha occupato una posizione strategica per il fatto di trovarsi all'incrocio di strade che collegavano Arezzo, Firenze e Siena. Fino all'anno mille la pianura del Valdarno era però quasi deserta, il territorio era boscoso e il libero scorrere dell'Arno produceva frequenti allagamenti. 
Firenze, Arezzo e Siena si contendevano il terreno e lasciavano che le truppe si scatenassero sugli inermi cittadini. Solo nei castelli posti in altura la vita poteva scorrere relativamente più tranquilla sotto la protezione dei signorotti locali.
Nell'XI secolo si trovavano su colli vicini due castelli, sul colle della Ginestra (così nominato per le piante di questa specie che lo circondavano) si trovava lo spedale di San Michele Arcangelo retto dai Monaci Benedettini per l'assistenza ai pellegrini e viandanti in transito per i Luoghi Santi. 
Sull'altro colle, nel ventunesimo secolo denominato dei Cappuccini dal convento dove i Francescani si stabilirono nel XVI secolo, sorgeva il "castellare" o Castrum Montisguarchi o Monteguarco (che più tardi assumerà la denominazione di Montevarchi) così designato probabilmente perché questa località segnava il passaggio o “varco” tra il territorio fiorentino e quello aretino.
Dai primi documenti che menzionano il Castello de Monteguarco si rileva che intorno al Mille ne erano padroni i Marchesi Bourbon del Monte Santa Maria, famiglia che dominò la terra di Montevarchi per tutto il secolo XI.
Si ha infatti un atto dell'aprile 1079 che riguarda la vendita fatta dalla Contessa Sofia alla Chiesa Aretina della quarta parte della Corte e del Castello di Puliciano, con tutte le sue pertinenze. Dalla frase con la quale tale atto termina: “Actum in Comitatu Florentino, intus in Castello de Monteguarco feliciter” si rileva anche che Montevarchi era all'estremo confine del Comitato Fiorentino. Un altro documento menzionante il Castrum Montis Varchis è datato dall'ottobre 1098.

### Da Guido Guerra al controllo fiorentino
Agli inizi del XII secolo troviamo che il Castello di Montevarchi è menzionato, nei diplomi imperiali, fra i possessi della famiglia dei conti Guidi, Signori della Romagna e del Casentino I conti Guidi del ramo di Dovadola non abitarono a Montevarchi, ma preferirono il loro castello di Modigliana in Romagna. Guido Guerra invece scelse come sua residenza Montevarchi, ed è tradizione che abbia provveduto a far erigere robuste mura intorno agli sparsi raggruppamenti di case e borghi che si erano venuti formando nella pianura sottostante il vecchio castellare dando così origine al mercatale di Montevarchi.
Il mercatale divenne presto un importante punto strategico, coinvolto spesso nelle vicende storiche di Firenze, come in occasione della cacciata dei Guelfi dalla città, nella notte della "candellara" il 2 febbraio 1248. Essi trovarono in Montevarchi un rifugio sicuro e vi tennero il loro quartier generale fino all'anno 1250. Sempre nell'anno 1248 il Conte Guido Guerra riportò una clamorosa vittoria, alla testa dei suoi Guelfi, respingendo le truppe imperiali di Federico II di Svevia.
Giovanni Villani scrive in proposito nella sua "cronica" che l'aspra battaglia si svolse nel mercatale di Montevarchi e alla fine i tedeschi vennero sconfitti e «gran parte di loro furono tra morti e presi». Le imprese militari di Guido Guerra sono così numerose che il Papa Innocenzo IV lo nominò, nel 1248, Capitano Generale della Santa Sede. 
Anche Dante Alighieri lo ha voluto esaltare nella sua Commedia:
(Dante Alighieri, Inferno, Canto XVI, 36, 39)
Ma la sua impresa più memorabile fu la partecipazione all'impresa di Carlo d'Angiò, conte di Provenza, contro Manfredi. Alla testa di uno squadrone di 400 cavalieri guelfi toscani, Guido Guerra si copre di gloria, con i suoi guelfi, nelle dure battaglie di San Germano e di Benevento (26 febbraio 1266), conquistando a Carlo d'Angiò le ambite corone dei Regni di Napoli e Sicilia strappandole a Manfredi. Carlo, ammirato del valore di Guido Guerra, vuol premiarlo con un particolare segno di riconoscenza, lasciandone a lui la scelta.
Secondo un'antica, ma radicata, tradizione, il pensiero di Guido Guerra corse al suo diletto Montevarchi ed alla chiesetta di San Lorenzo, dove sua madre Beatrice dei Conti di Capraia aveva invocato su di lui e sulle sue rischiose imprese belliche la protezione della Madonna. Egli chiese così a Carlo, per la sua chiesa, il dono di una insigne reliquia della Madonna, che, sotto il titolo "De lacte Beatae Mariae Virginis", il Re di Francia Luigi IX – fratello di Carlo d'Angiò – aveva riscattato dall'Imperatore di Costantinopoli. Ottenuta questa Reliquia, volle egli stesso portarla trionfalmente a Montevarchi per farne dono alla sua chiesa. Nel numeroso festante corteo che si formò in questa circostanza presero parte, al seguito di Guido Guerra e dei Guelfi di Toscana, lo stesso Carlo d'Angiò con le sue truppe francesi, ed a lui si unirono molti cavalleggeri del popolo fiorentino.
Nel 1254, i quattro eredi del Conte Guido Guerra vendono castello e mercatale a Firenze. Con questo atto, salvo un breve periodo dopo la battaglia di Montaperti (1260), l'area entra definitivamente nella sfera di influenza fiorentina e Montevarchi vede notevolmente rafforzato il proprio ruolo di caposaldo militare nelle lotta dei fiorentini contro Arezzo (annessa definitivamente nel 1384).
Notevolmente rafforzata risultò anche la posizione economica del mercato nella valle dell'Arno: questo infatti divenne tanto importante da giustificare l'adozione di una propria unità di misura: "lo staio di Montevarchi", la cui esistenza è documentata fin dal 1261.

### Dal Rinascimento ai nostri giorni
Con il consolidamento del dominio mediceo le fortificazioni lasciarono sempre più il posto ad edifici a preminente funzione economica, come i magazzini dell'Abbondanza, addossati alle mura, che inglobano la porta del Mulino. Questi magazzini fungevano da centro di raccolta e smistamento dei prodotti delle fattorie medicee del Valdarno e della Valdichiana. Si svilupparono quindi attività legate alla compravendita, al trasporto ed alla molitura dei cereali, ma anche alla lavorazione del lino e della canapa.
A partire dalla fine del Settecento le lavorazioni artigianali si trasformano in industriali: è di questo periodo la nascita del primo cappellificio.
Dopo l'unità d'Italia Montevarchi ebbe un notevole sviluppo industriale, insieme ai comuni circostanti, dovuto alla disponibilità di energia ricavata dalla combustione di lignite estratta dai giacimenti presenti nella zona.
Montevarchi divenne un distretto per la produzione di cappelli ed altri prodotti in feltro; è molto sviluppata la lavorazione della pelle con produzione di scarpe e borse di qualità, legata anche all'industria dell'alta moda.

## Monumenti e luoghi d'interesse

### Architetture religiose

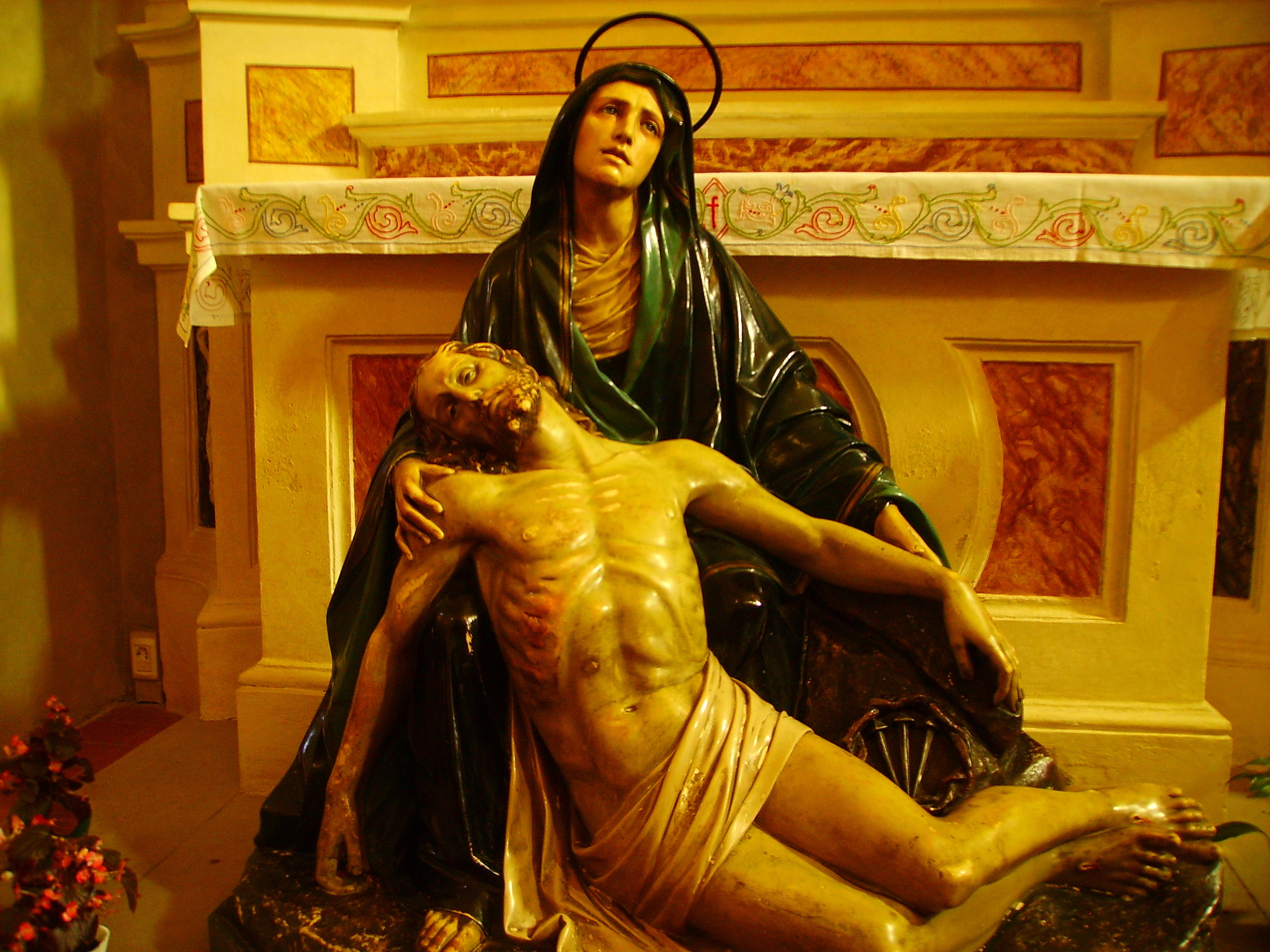
La Pietà nella Chiesa del SS. Redentore

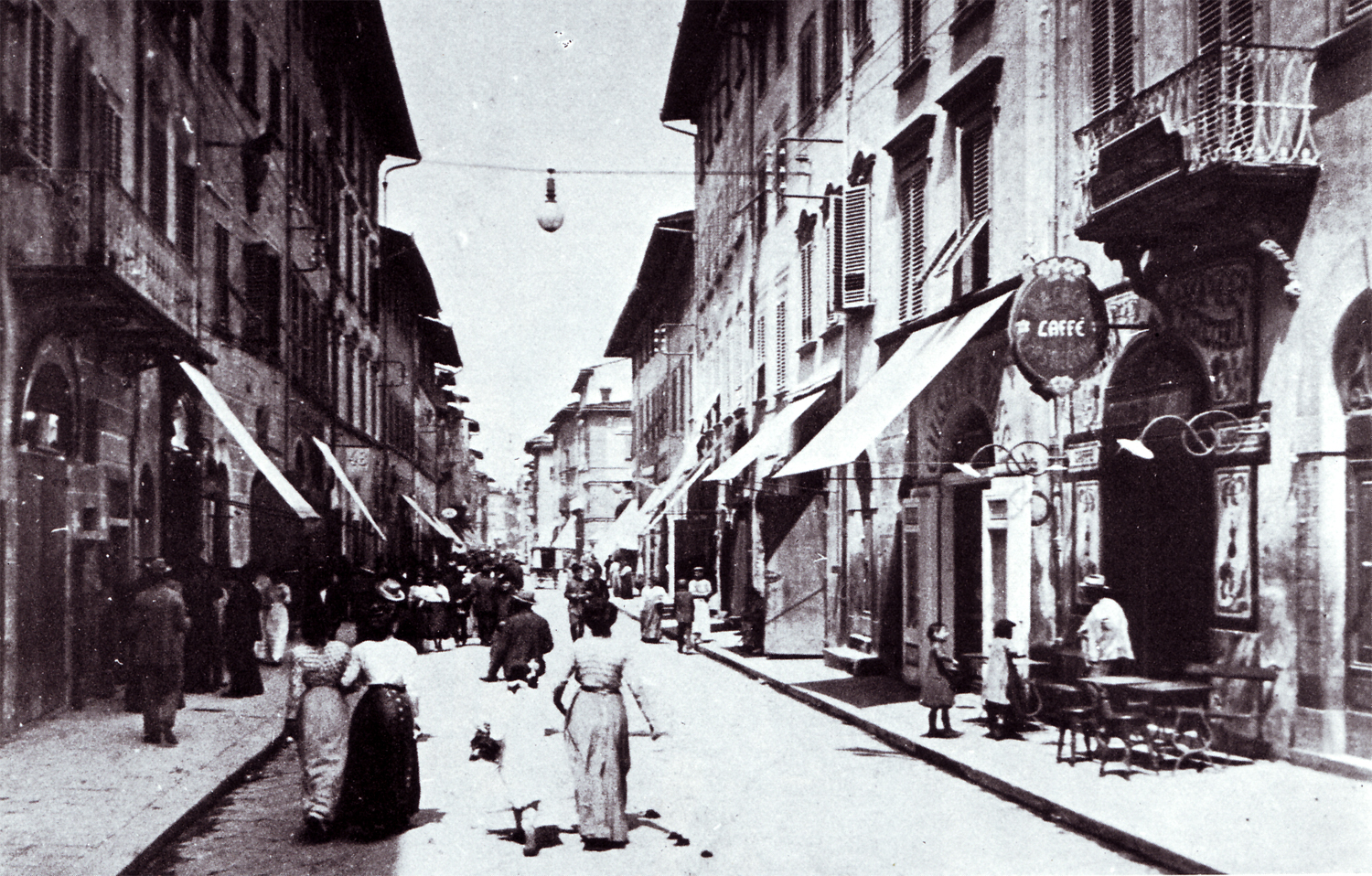
Via Roma, la via centrale di Montevarchi

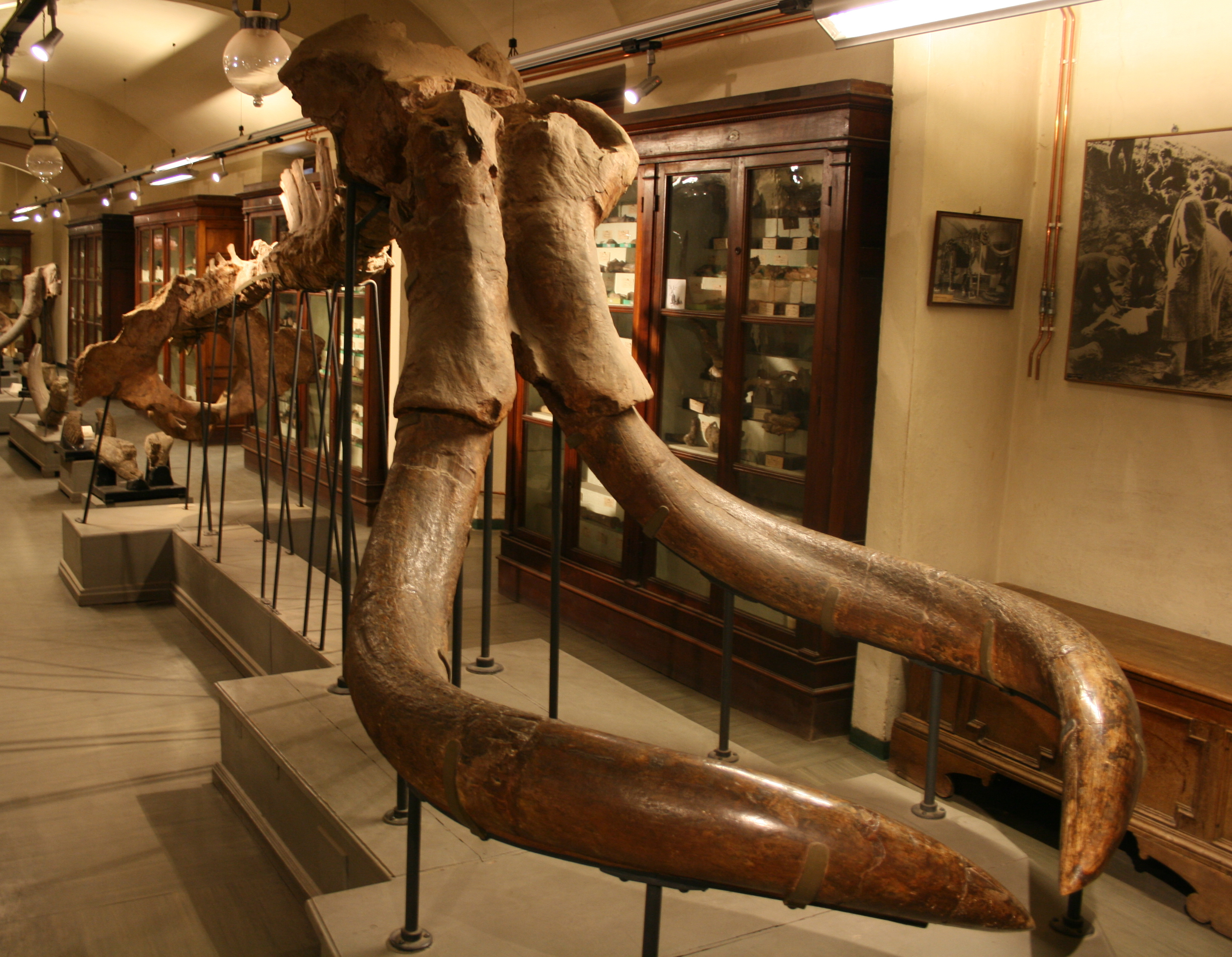
LElephas meridionalis al Museo Paleontologico cittadino

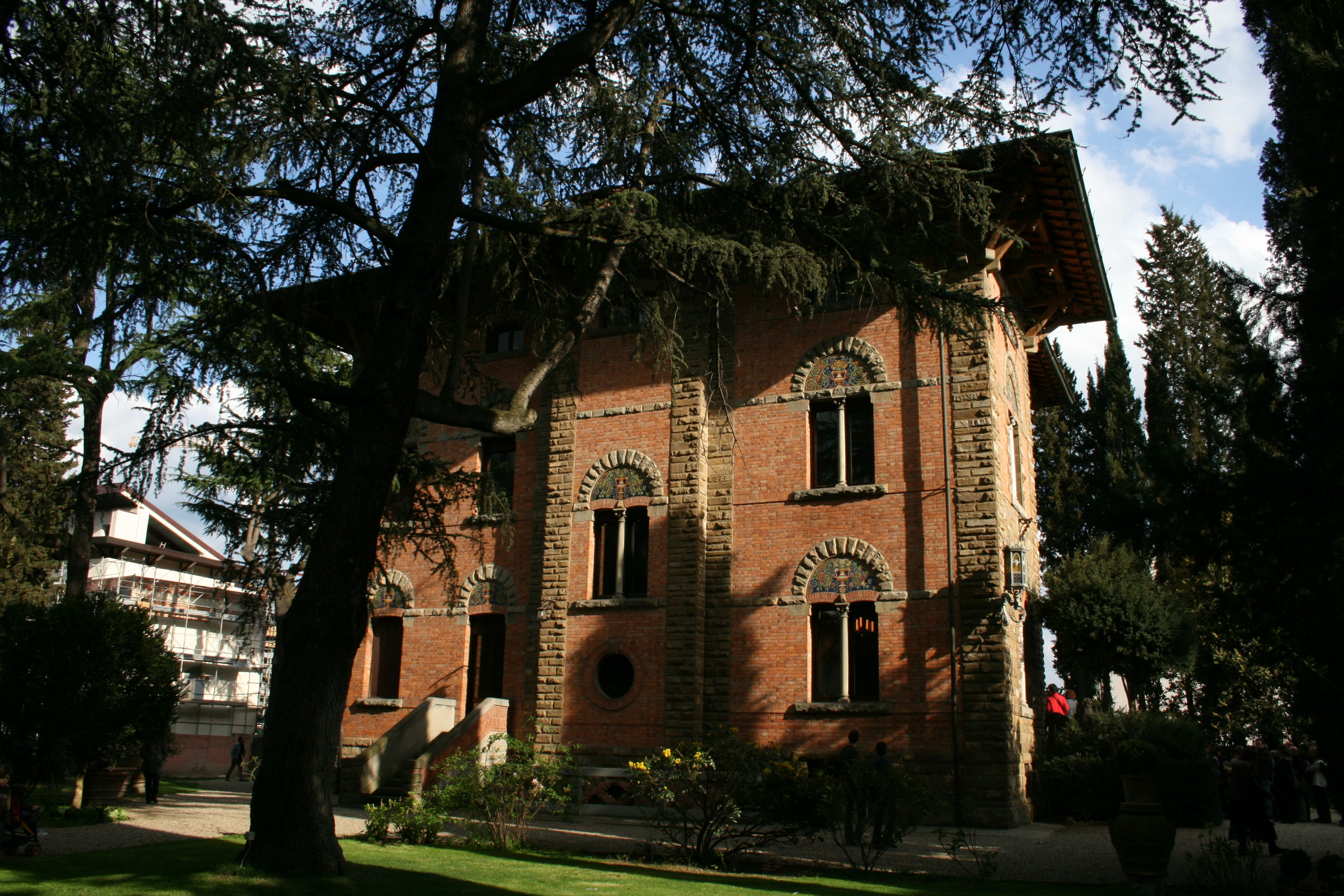
Villa Galeffi, ex residenza del pittore Ernesto Galeffi

#### Chiese parrocchiali
- Collegiata di San Lorenzo
- Chiesa di Sant'Andrea Apostolo a Cennano
- Chiesa di Santa Maria al Giglio
- Chiesa di Santa Maria delle Grazie
- Chiesa di San Lorenzo a Caposelvi, per la quale Giovanni Martinelli dipinse la tela con San Leonardo, di evidente, ma aggraziato naturalistico, databile al 1632-33 circa[6].

#### Oratori
- Chiesina di Cennanino o Cennanuzzo
- Chiesa della Confraternita della Misericordia
- Chiesa di Sant'Antonio Abate

#### Monasteri
- Monastero della Ginestra e chiesa di Santa Croce
- Monastero di Santa Maria del Latte

#### Conventi
- Convento dei Cappuccini e chiesa di San Lorenzo
- Convento e chiesa di San Ludovico
- Chiostro di Cennano

#### Ospedali di carità
- Ospedale di Sant'Antonio abate
- Ospedale di Sant'Antonio di Vienne

### Architetture civili

#### Palazzi pubblici
- Palazzo del Podestà
- Monte Pio
- Palazzo Martini
- Palazzo del Littorio

#### Residenze private
- Casa di Benedetto Varchi
- Fattoria Granducale
- Palazzo Mari
- Palazzo Lazzerini
- Villa Masini

#### Cinema e teatri
- Teatro Cini
- Teatro Benedetto Varchi
- Cinema Guido Guerra

### Architetture militari
- Guardingo di Montevarchi

- Il Cassero

Costruito durante il XIII secolo insieme alle mura che circondavano l’antico borgo di Montevarchi, il Cassero fu per secoli la sede del Podestà della Repubblica di Firenze. 
Rimaneggiato nei secoli, è uno dei pochi elementi difensivi della città sopravvissuti all’abbattimento delle mura nel corso dell'800 e fu destinato a caserma dei Reali Carabinieri.
Attualmente ospita “Il Cassero per la scultura italiana dell’Ottocento e del Novecento”, un museo di arte contemporanea interamente dedicato alla scultura.

### Giardini e orti botanici
- Area Naturale Protetta di Interesse Locale Arboreto Monumentale di Moncioni

## Amministrazione
Di seguito è presentata una tabella relativa alle amministrazioni che si sono succedute in questo comune.
| Periodo         | Periodo          | Primo cittadino         | Partito                                                                                             | Carica              | Note  |
| --------------- | ---------------- | ----------------------- | --------------------------------------------------------------------------------------------------- | ------------------- | ----- |
| 15 luglio 1988  | 25 febbraio 1993 | Massimo Gregorini       | Partito Democratico della Sinistra, Partito Comunista Italiano                                      | Sindaco             | [ 7 ] |
| 16 marzo 1993   | 21 giugno 1993   | Lorenzo Piccioli        | Partito Socialista Italiano                                                                         | Sindaco             | [ 7 ] |
| 21 giugno 1993  | 19 gennaio 1994  | Felice Torzini          | Lista indipendente                                                                                  | Sindaco             | [ 7 ] |
| 19 gennaio 1994 | 28 aprile 1997   | Rolando Nannicini       | Partito Democratico della Sinistra                                                                  | Sindaco             | [ 7 ] |
| 28 aprile 1997  | 15 marzo 2001    | Rolando Nannicini       | centro-sinistra                                                                                     | Sindaco             | [ 7 ] |
| 26 aprile 2001  | 14 maggio 2001   | Salvatore Malfi         | | Comm. straordinario | [ 7 ] |
| 14 maggio 2001  | 30 maggio 2006   | Giorgio Valentini       | centro-sinistra                                                                                     | Sindaco             | [ 7 ] |
| 30 maggio 2006  | 31 maggio 2011   | Giorgio Valentini       | centro-sinistra                                                                                     | Sindaco             | [ 7 ] |
| 31 maggio 2011  | 20 giugno 2016   | Francesco Maria Grasso  | IdV, Volontariato e partecipazione, la Sinistra, Impresa e innovazione, PD                          | Sindaco             | [ 7 ] |
| 20 giugno 2016  | 4 ottobre 2021   | Silvia Chiassai Martini | FI, LN, Prima Montevarchi, Montevarchi in salute                                                    | Sindaco             | [ 7 ] |
| 4 ottobre 2021  | in carica        | Silvia Chiassai Martini | FI, Lega, FdI, Prima Montevarchi, Montevarchi in salute, Chiassai Martini sindaco, Per Levane unita | Sindaco             | [ 7 ] |

### Gemellaggi
- Kanougou
- Roanne
- Kitzingen, dal 1984
- Betlemme, dal 1993
- Bir Lehlu
- Rahat, dal 2005

## Società

### Evoluzione demografica

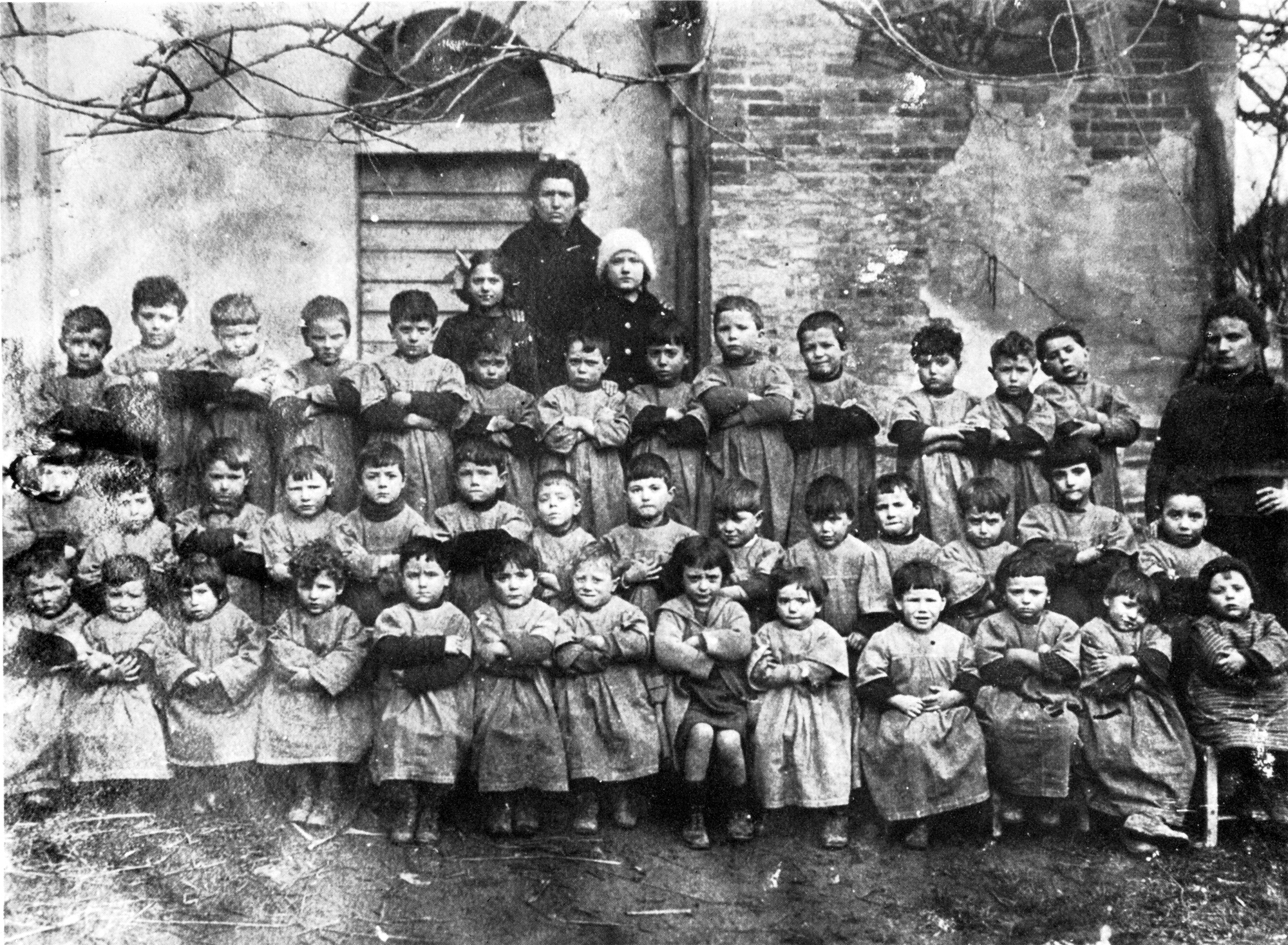
Alunni di una scuola elementare di Montevarchi agli inizi del Novecento

Abitanti censiti

### Etnie e minoranze straniere
Secondo i dati ISTAT al 1º gennaio 2022 la popolazione straniera residente era di 3 838 persone, che rappresentano il 16% della popolazione. Le nazionalità maggiormente rappresentate in base alla loro percentuale sul totale della popolazione straniera erano:
- India 937 24,41%
- Romania 689 17,95%
- Albania 485 12,64%

### Istituzioni, enti e associazioni
L'Accademia valdarnese del Poggio è un ente di cultura, ricreativo, turistico.

## Cultura

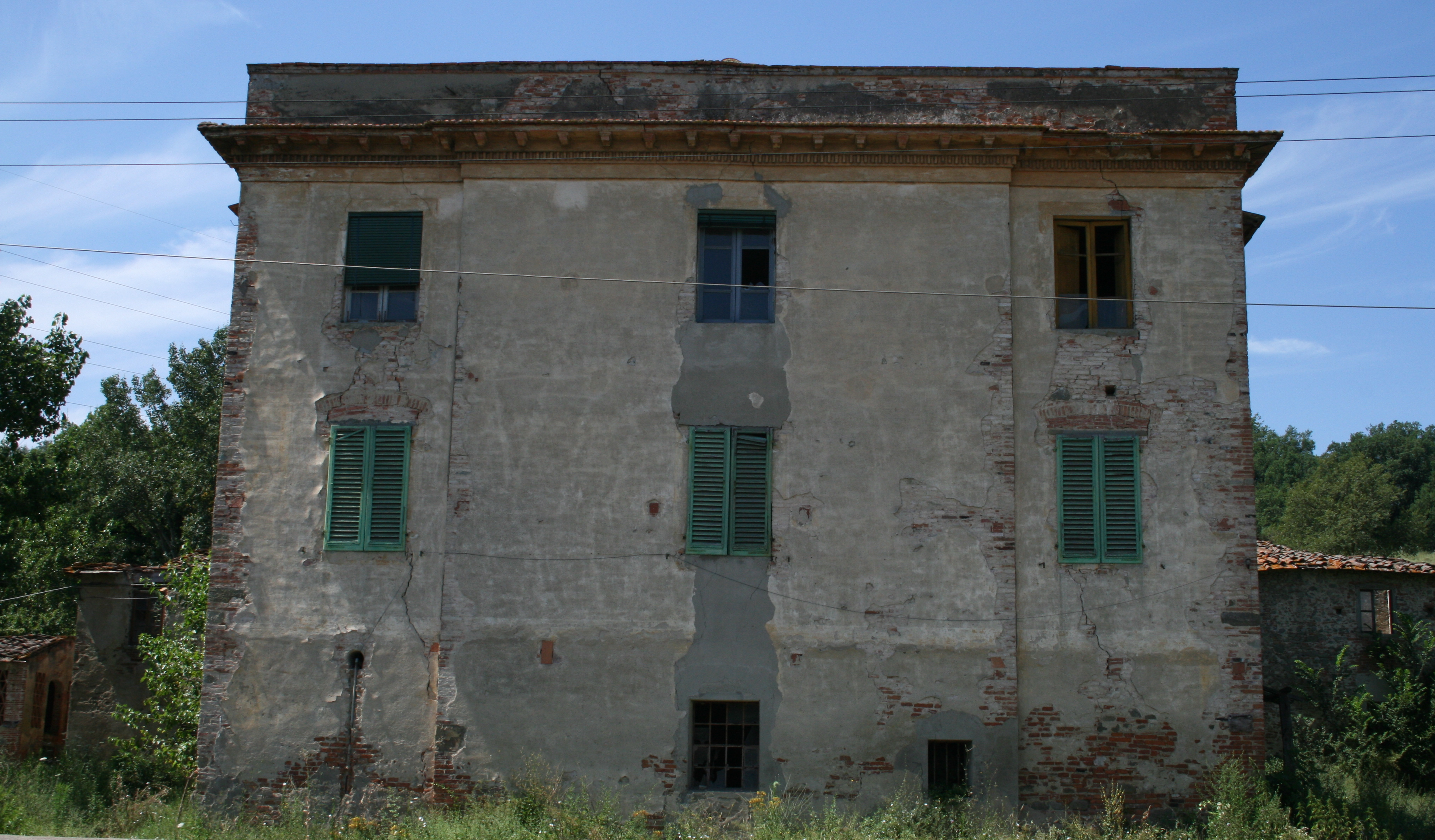
La Fattoria del Poggiolino di proprietà dei Del Zaccheria prima e dei Cerchi poi

### Istruzione

#### Biblioteche
La Biblioteca Poggiana, biblioteca dell'Accademia valdarnese del Poggio.
La Biblioteca Comunale di Montevarchi Ginestra Fabbrica della Conoscenza prende il nome dall'omonimo quartiere cittadino ed è stata inaugurata nel 2014. Oltre ai libri, la biblioteca ospita anche l’archivio storico, spazi per bambini e ragazzi, una sala multimediale e una per le proiezioni video, uno spazio per i fumetti, postazione internet e per progettazioni grafiche.

#### Musei
- Il Museo paleontologico con una raccolta di circa 1600 reperti: rocce, fossili vegetali e fossili animali, provenienti quasi esclusivamente dal antico bacino lacustre preistorico del Valdarno, e di età compresa fra il Pliocene superiore e il Pleistocene inferiore.
- Museo di arte sacra della collegiata di San Lorenzo
- Museo di arte contemporanea Ernesto Galeffi
- Il Cassero per la scultura Italiana

### Famiglie storiche di Montevarchi e del suo territorio

#### Era feudale
- Bourbon del Monte Santa Maria, marchesi, fondatori del Castellare e primi signori di Montevarchi
- Guidi, conti e feudatari di Montevarchi, Caposelvi, Mercatale, Moncioni, Rendola
- Ubertini, conti e feudatari di Levane
- Ricasoli, baroni e feudatari del castello di Ricasoli e proprietari terrieri in Rendola e Ventena

#### Età comunale
- Della Luna, speziali prima in Montevarchi e poi a Firenze dove divennero una delle famiglie più ricche e in vista della città
- Del Zaccheria, originari di Montevarchi, si trasferirono a Firenze dove condussero una fiorente attività commerciale mantenendo, anche in Montevarchi, un vasto patrimonio latifondistico.
- Pitti, nobile famiglia fiorentina che possedeva una delle due grandi fattorie del nucleo abitativo originario di Levanella e che dette alla città Caterina de' Pitti, sfortunata moglie del conte Guido da Moncione dei Conti Guidi assassinato nel 1421 a Montevarchi da Albertaccio de' Ricasoli, e il poeta Francesco Pitti divenuto celebre a Venezia con lo pseudonimo di Pizio da Montevarchi.

#### Principato Mediceo

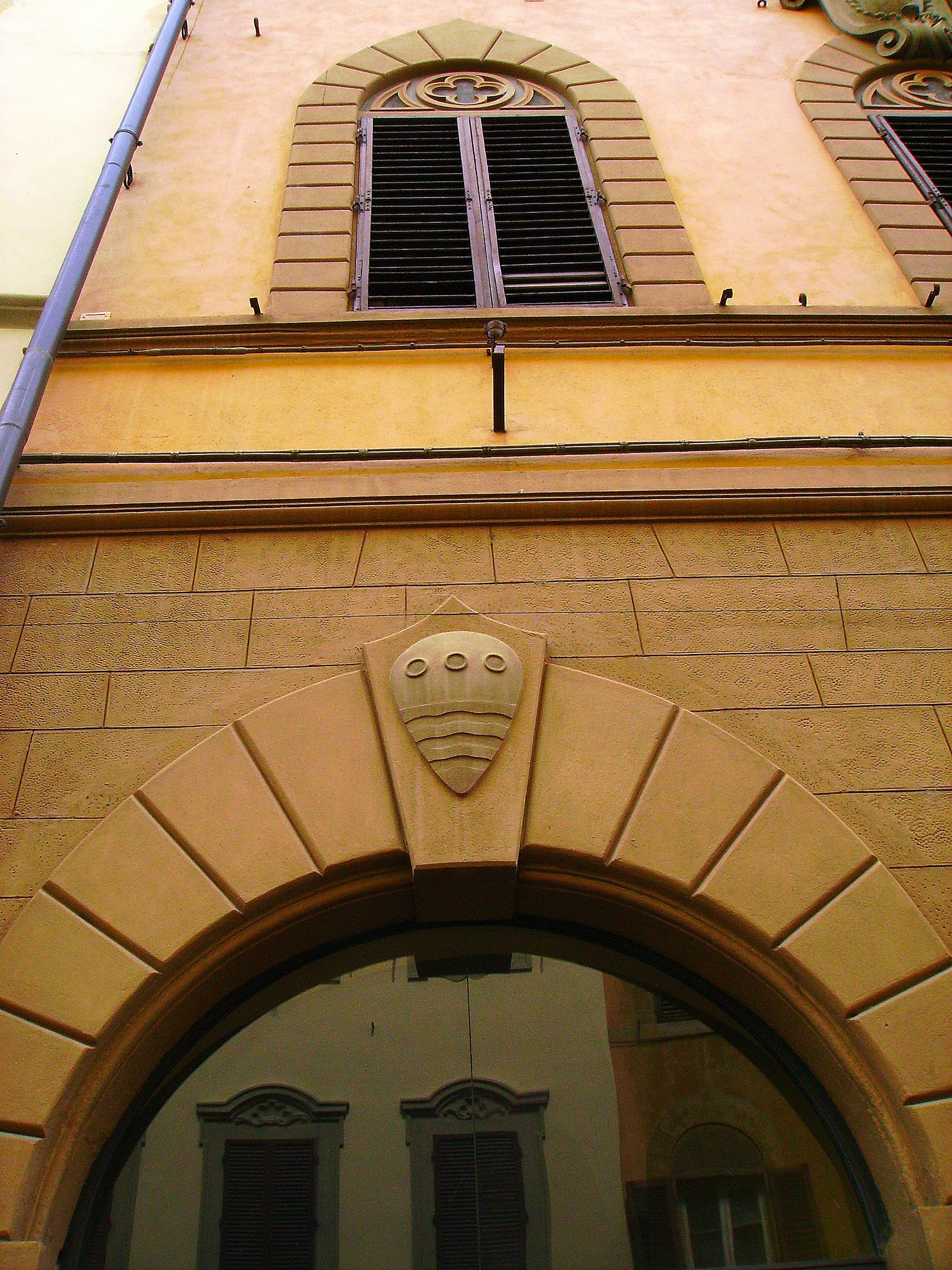
Stemma dei Mini su uno dei palazzi di via Roma

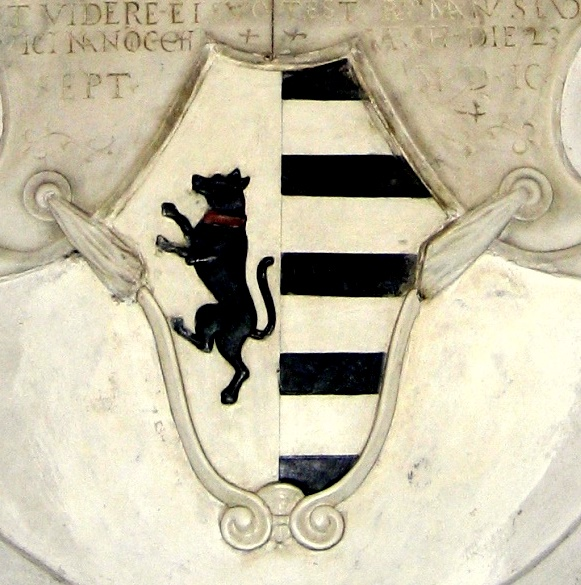
Lo stemma dei Bartoli nella chiesa della Misericordia

Il più antico elenco delle famiglie montevarchine, conservato nei fondi archivistici dell'Accademia Valdarnese del Poggio, è datato 1592 e venne compilato al momento della divisione in quattro quartieri della città. Un altro elenco, più tardo, venne stilato nel 1634 dalle parrocchie di San Lorenzo e di Cennano che ricontavano i loro parrocchiani dopo la fine della pestilenza "manzoniana" del 1630.

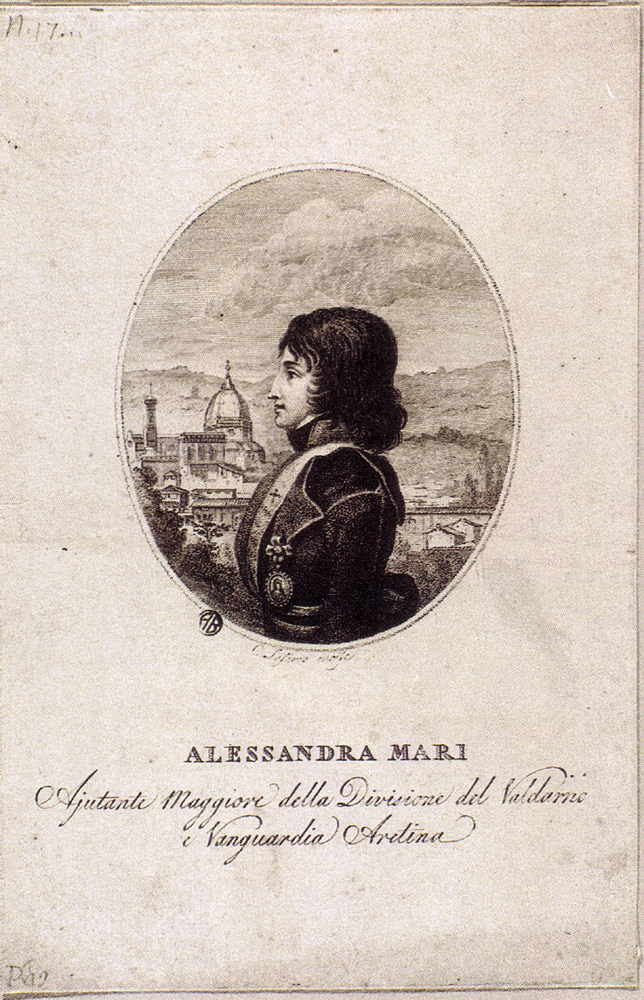
Alessandra Mari

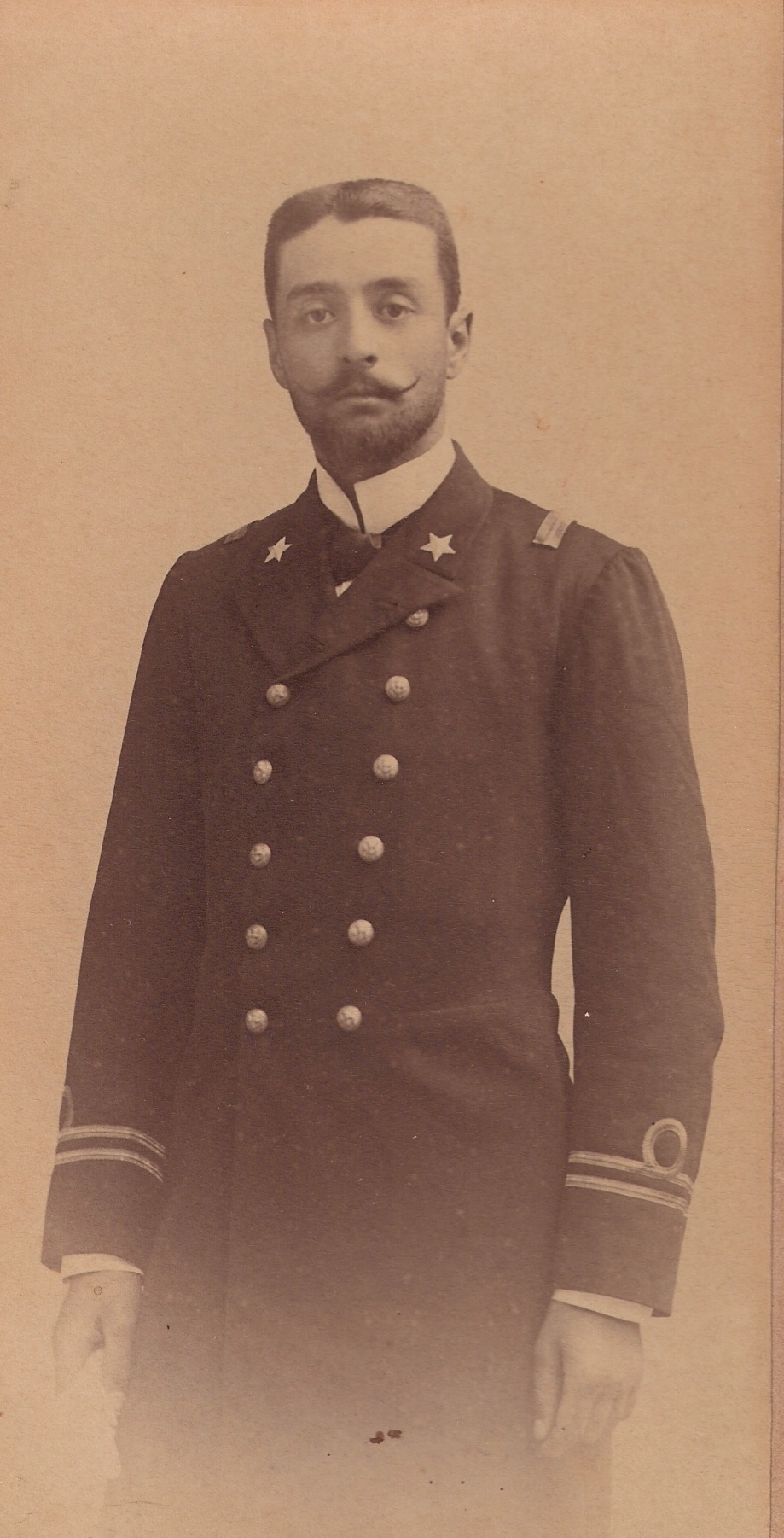
L'ammiraglio Ernesto Burzagli quando era ancora un semplice sottotenente di vascello

| Famiglie di Montevarchi nel periodo 1592-1634 |
| Amerighi, Arrighetti, Arrigucci |
| Bacci, Bani, Barboni, Barfalucci, Barlacchi, Barotti, Bartoli, Bartolini, Batacchi, Batelli, Bazzanti, Beccai, Belcorpo, Bencivenni, Bertolli, Betti, Bianchi, Bicilotti, Bicocchi, Bindi, Bogi o del Boggia, Bombarda, Borri o del Borro, Borrigiani, Del Bulla, Burchi, Burgalassi, Burzagli                                                          |
| Calzolai, Cancelli, Canonici, Cantucci, Capponcini, Del Cardinale, Carmignoli, Carucci, Casanova, Dalla Casa, Castellani, Castelli, Catani, Carucci, Ceccherini, Cenni, Cerrini, Cetica, Cevanti, Cherubini, Del Chiara, Chimentelli, Del Ciabatta, Cialdai, Ciaperoni, Ciatti, Cipolli, Corbi o Corboli o Del Corbo, Corsi, Crudeli, Cuffi o Del Cuffa |
| Dami, Danzini, Dendi, Diecinè, Dolfi, Dussi |
| Fabbri, Falugi, Fantaccini, Fantoni, Fattoi o Del Fattoio, Fattorini, Del Fora, Franci |
| Galeazzi, Geri, Ghelarducci, Gigliozzi, Giunti, Guiducci |
| Lachi, Lapini, Lazzerelli, Lecchini, Leolini, Lieti, Lucchi, Del Lungo |
| Madi, Maddii, Magiotti, Malvolti, Manzini, Massai, Massesi, Mazzi o Del Mazzo, Mazzuoli, Melani, Menchi, Micchi, Mini, Mirri, Mochi, Moniconi, Montoni |
| Nacchianti, Nannocci, Nardi, Nuti, Nuzzi |
| Pagni, Panizzi, Pasquali, Della Pera, Peranzoni, Pernesi, Pesucci, Petri, Pettoni, Porri, Pozzoni, Pratesi |
| Razzi, Renzi, Rigoni, Ristori, Romoli, Rosatti, Rossi, Rossinelli, Rovai |
| Saladini, Santoni, Salvini, Scioja, Scompiglia, Segoni, Sgheri, Sigoni, Sirigatti, Solari, Soldani, Spagnoli, Susini |
| Tancredi, Tanzini, Toci, Torrigiani, Torsoleschi, Toti, Tozzoni, Trappola, Trinci, Turillazzi |
| Ughi, Urbini |
| Vaccai, Veltroni, Vestrucci, Vietti, Vitali |
| Zocchi, Zoccolai, Zollada, Zuccherini |

#### Periodo Lorenese
- Mari, proprietari terrieri in Mercatale Valdarno, Levane e Moncioni nonché titolari di varie magistrature in Montevarchi e proprietari dell'omonimo Palazzo Mari in via Roma a Montevarchi.
- Cini, ricchi mercanti e speculatori immobiliari in Montevarchi, Caposelvi, Levane, Bucine e Firenze nella seconda metà del Settecento

### Eventi

#### Feste e ricorrenze

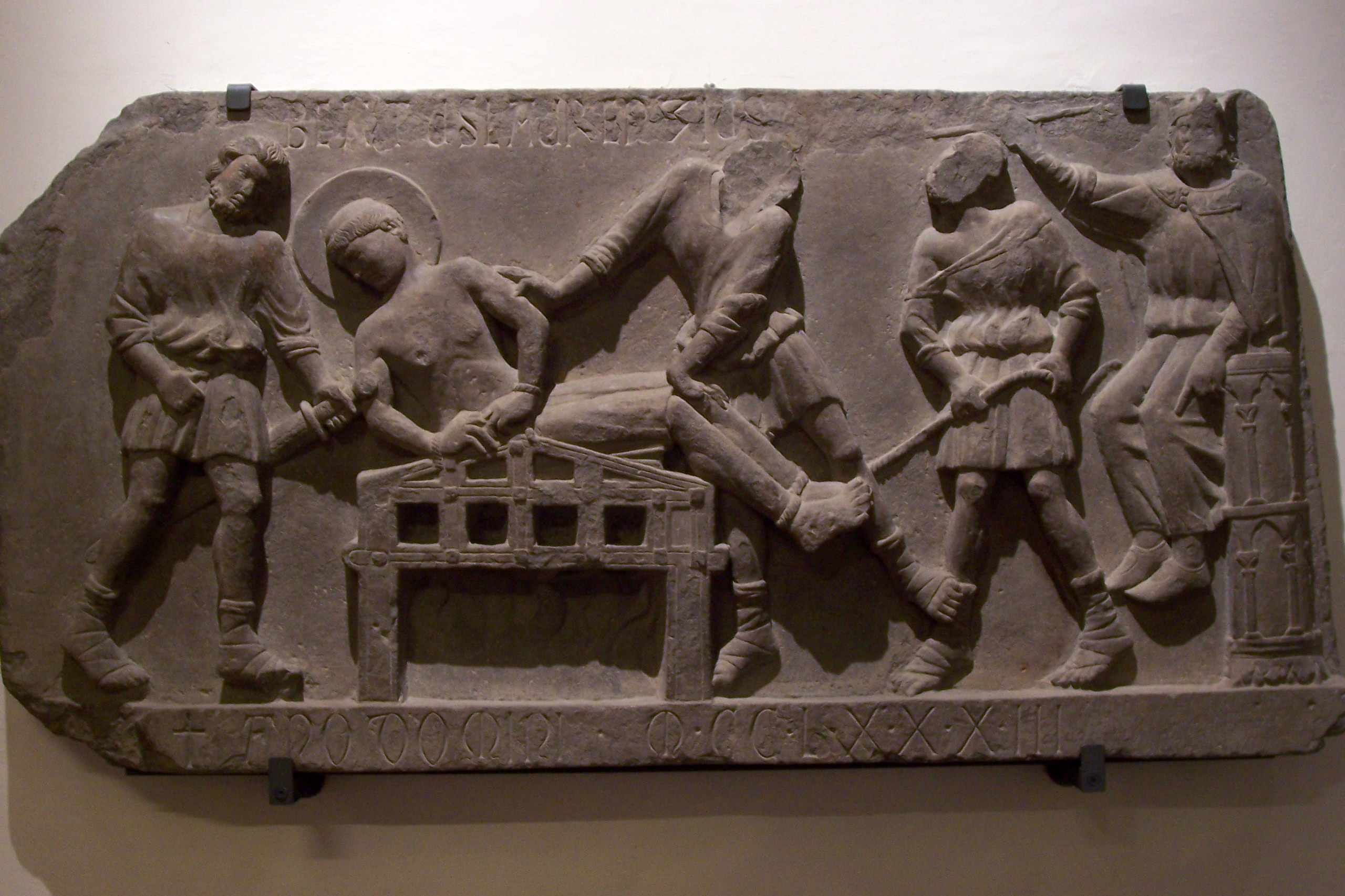
Martirio di San Lorenzo

La festa propria della città è quella del patrono San Lorenzo, il 10 agosto.

#### Manifestazioni e fiere
La prima domenica di settembre si tiene la Festa del Perdono e, il lunedì successivo, una fiera.
Ogni stagione si tiene in Piazza Varchi il Mercatale, con mostra e vendita di prodotti di stagione tipici della zona e prodotti da agricoltura biologica.
Di grande interesse sono nei mesi di aprile e maggio le feste del Perdono del Pestello, della Ginestra e del Rione S. Andrea.
Da segnalare come evento ormai di importanza nazionale, il VARCHI COMICS - Fiera del fumetto e del fantastico, che si tiene ogni anno a marzo, attirando visitatori da tutta Italia.

### Media
Come in molte altre località italiane, anche Montevarchi ebbe negli anni '70 ed '80 alcune stazioni radiofoniche con trasmissioni in modulazione di frequenza. La prima si chiamava Radio Tele Centrale, che iniziò le sue trasmissioni nel 1976 ed aveva gli studi in via Cennano 82. Dal 1977 iniziò a trasmettere Radio Zero, dagli studi in viale Diaz angolo via Fonte Moschetta, per gran parte della Toscana. Altre emittenti di Montevarchi sono state Radio Emme (in attività, successivamente trasferita a Terranuova Bracciolini) e Radio Popolare del Valdarno.
Dal 1986 è in attività l'emittente televisiva TV1, che a partire dal 2012, ha avviato la trasmissione di ulteriori canali su proprio multiplex.
Nel 2008 sono iniziate le trasmissioni della seconda emittente televisiva cittadina Valdarno Channel, rimasta in attività fino al 30 giugno 2021.

## Geografia antropica

### Frazioni e località

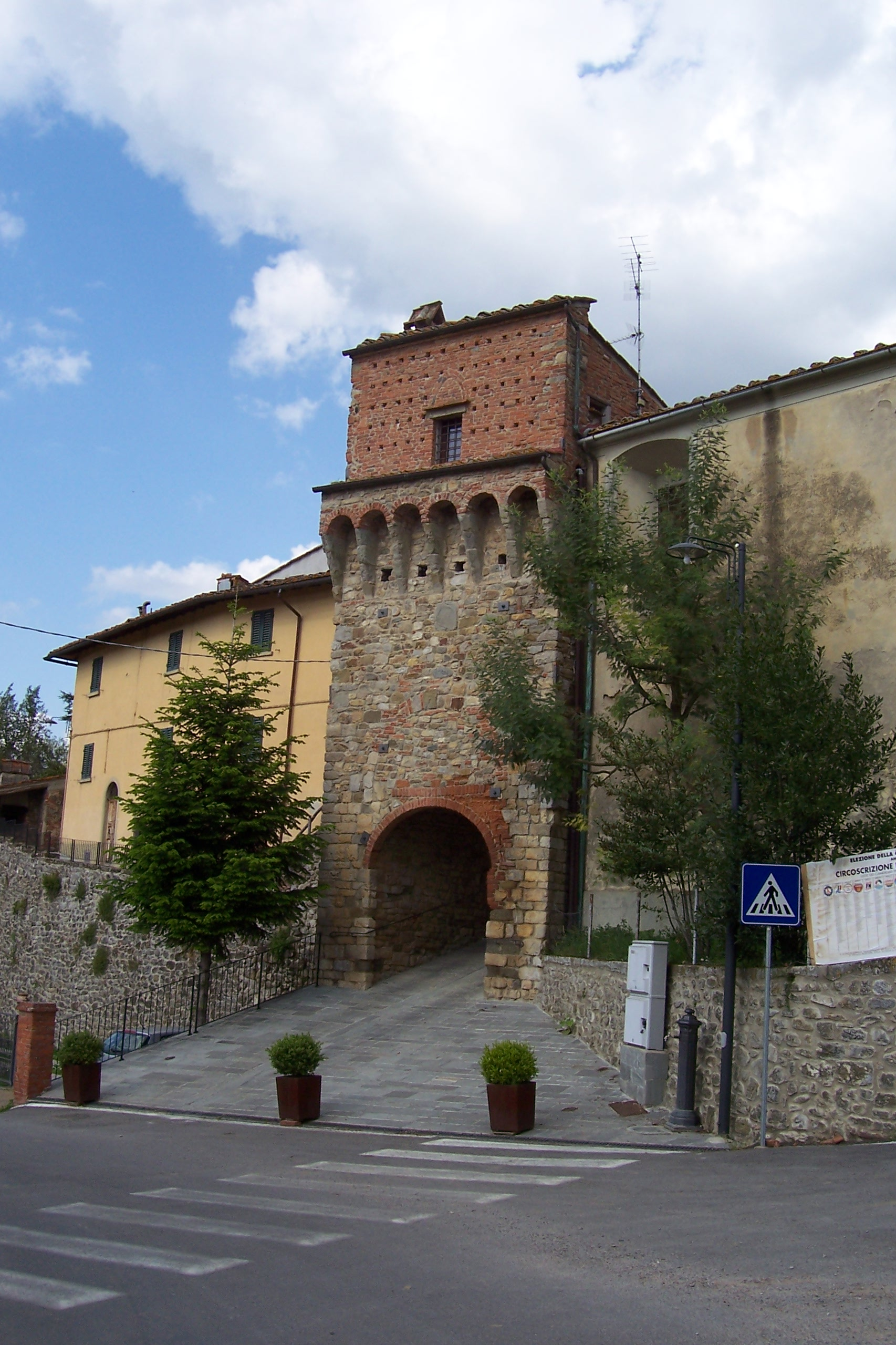
L'ingresso all'antico castello di Caposelvi

- Caposelvi. Abitanti: 151; Altitudine: 240 m s.l.m.
- Cocoioni. Abitanti: n.d.; Altitudine: 338 m s.l.m.
- Gruccia. Abitanti: n.d.; Altitudine: 150 m s.l.m.
- Levane. Abitanti: 5500; Altitudine: 161 m s.l.m.
- Levanella. Abitanti: 989; Altitudine: 150 m s.l.m.
- Mercatale Valdarno. Abitanti: 380; Altitudine: 292 m s.l.m.
- Moncioni. Abitanti: 253; Altitudine: 518 m s.l.m.
- Monsorbi-Pettini. Abitanti: n.d.; Altitudine: 175 m s.l.m.
- Noferi-Lavatoio; Abitanti: 156; Altitudine: 158 m s.l.m.
- Pietraversa Abitanti: n.d.; Altitudine: 250 m s.l.m.
- Poggio Cuccule; Abitanti: 33; Altitudine: 409 m s.l.m.
- Poggio San Marco Abitanti: 29; Altitudine: 400 m s.l.m.
- Rendola Abitanti: 173; Altitudine: 292 m s.l.m.
- Ricasoli Abitanti: 282; Altitudine: 251 m s.l.m.
- Ventena Abitanti: 55; Altitudine: 374 m s.l.m.

## Infrastrutture e trasporti

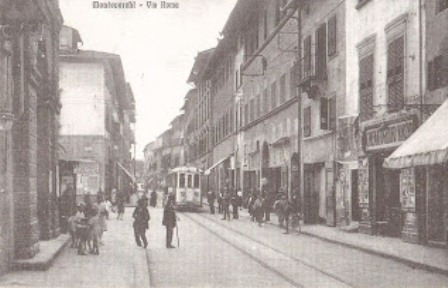
Tram in via Roma (cartolina d'epoca)

Nel 1914 il forte sviluppo industriale e il facile approvvigionamento energetico portò la città anche a dotarsi di una linea tranviaria interurbana, la tranvia Valdarnese, che la collegava alla frazione di Levane, e alle città vicine di San Giovanni Valdarno e Terranuova Bracciolini.
Il deposito-officina e la sede sociale del gestore, la Società per la trazione elettrica del Valdarno superiore (STV), sorgevano in via Fiorentina, nel ventunesimo secolo via Ammiraglio Burzagli. Per il passaggio del tram in città fu abbattuta la storica Porta Fiorentina.

## Sport

### Ciclismo
Ciclisti montevarchini:
- Rinaldo Nocentini
- Francesco Failli

Eventi ciclistici:

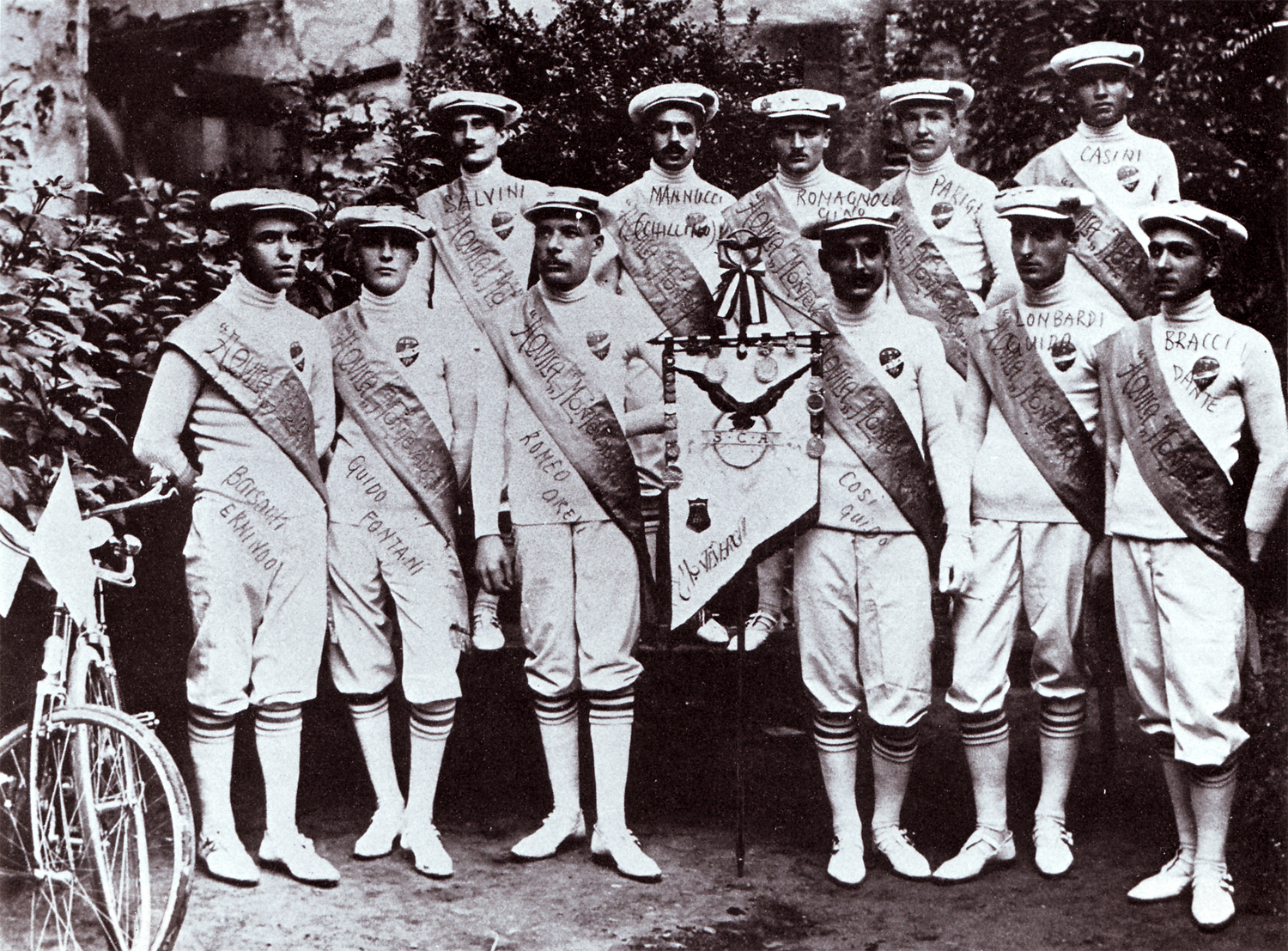
Ciclisti della società Aquila a inizio secolo

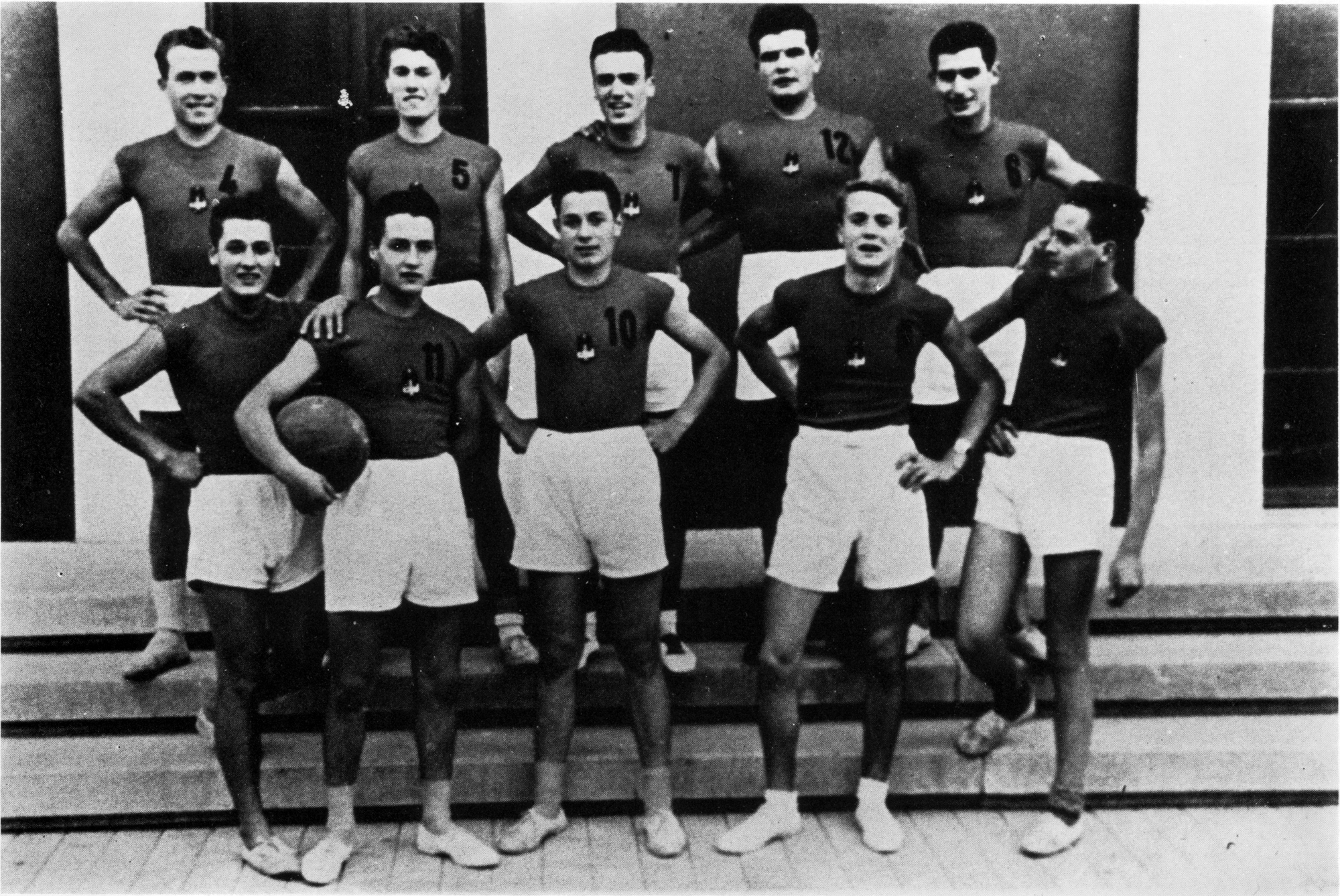
La squadra di pallacanestro di Montevarchi campione provinciale nel 1938

Il 26 maggio 2001 la 7ª tappa del Giro d'Italia 2001 si è conclusa a Montevarchi con la vittoria di Stefano Zanini.

### Calcio
Calciatori montevarchini:
Aldo Scaramucci ha giocato nella Fiorentina campione d'Italia nel 1956 ed ha disputato la finale di coppa dei campioni Fiorentina Real Madrid al Santiago Bernabéu.
- Alberto Marchetti
- Alessandro Calori
- Lorenzo Venuti

La principale società Aquila Montevarchi ha all’attivo numerosi anni fra i professionisti. Più recentemente ha disputato il campionato di Serie C 2021-2022 e2022-2023. Attualmente milita in Serie D.
L'A.S.D. Audax Montevarchi svolgeva un'attività di settore giovanile ed ha militato in Prima Categoria con il nome dell'Audax Montevarchi-Mercatale.
A novembre del 2011, a seguito del fallimento della vecchia società, ha unito le forze col (risorto) Club Sportivo Aquila 1902, col quale ha portato a termine il campionato di II categoria anno 2011/12.
Il Montevarchi disputa le proprie partite interne all'interno dello Stadio Gastone Brilli Peri.

### Ginnastica artistica
La società Ginnastica Giglio è una importante società di ginnastica artistica che compete nel campionato di Serie A1; le atlete Alessia Leolini e Lara Mori hanno conquistato la medaglia d'argento alla competizione juniores dei Campionati europei di ginnastica artistica femminile 2012. Alessia Leolini ha partecipato ai mondiali di Anversa 2013 e Lara Mori ai Campionati mondiali di ginnastica artistica 2014 e 2015.

### Pallacanestro
La squadra di pallacanestro, Fides Montevarchi, fondata nel 1949, milita nel campionato di Serie C

### Pallavolo
La squadra di pallavolo, il "Volley Arno", fondata nel 1989, durante la sua storia ha militato nel campionato nazionale di Serie B2 femminile.

### Aeronautica
Paracadutismo: appuntato Casucci Francesco medaglia d'oro al campionato mondiale di paracadutismo di precisione a squadre svoltosi a Rijeka, in Croazia, nel 2004. Medaglia d'oro al valore atletico n*2909 rilasciata dal CONI nel febbraio 2007.